# فواز الحساوی
فواز الحساوی (به انگلیسی: Fawaz Al-Hasawi) (زادهٔ ۲۵ اکتبر ۱۹۶۸) یک تاجر و کارآفرین اهل کویت است. او مالک و رئیس سابق باشگاه فوتبال ناتینگهام فارست است.